# Історія Володимирця

## ВиникненняВолодимирцята походження його назви
Містечко Володимирець, розташоване в межиріччі Стиру та Горині серед мальовничих поліських лісів, належить до найдавніших поселень цього краю. Його розміщення на горбистій місцевості в оточенні численних боліт робило Володимирець неприступним для ворогів. Це містечко налічує в своїй історії понад вісім століть, а різноманітні археологічні знахідки свідчать, що люди проживали на цій території ще задовго до нашої ери.
Заселення людиною Полісся проходило за часів пізнього палеоліту. Однак нам відомі факти з історії цієї місцевості ще задовго до появи тут перших поселенців. Так, 30-50 мільйонів років тому неподалік даної території було узбережжя теплого мілкого моря, що заходило своїми затоками і до місцевості, де зараз розташовується Володимирецький район. А бурштин, що й досі знаходять на окраїні містечка, — це залишок стародавніх хвойних лісів, що росли поблизу цього моря.
Перші поселення людей в районі сучасного Володимирця існували вже кілька тисяч років тому, про що свідчать знахідки різних знарядь у Володимирецькому історико-краєзнавчому музеї зберігається древній посуд, знайдений в урочищі рубань, датований VII–VIII століттям до н. е. Серед історичних пам'яток цієї місцевості варто виділити ґрунтові могильники ранньої залізної доби та кургани скіфської доби.
Володимирець виник як слов'янське поселення. Вже у ІХ ст. територія сучасного Володимирецького району знаходилась між землями таких слов'янських племен, як древляни та волиняни.
Згодом у слов'ян формуються перед державні утворення, а ще пізніше з'являється Київська держава. Влада Київського столу розповсюдилась і на сучасну північну Рівненщину. Однак, через певний проміжок часу почалась політична роздробленість, в результаті чого впродовж ХІІ ст. З'явилось більше десятка самостійних князівств.
Одним з таких князівств була Турово-Пінська земля, що відокремилась одночасно з Волинню. До складу даного князівства увійшла і територія сучасного Володимирецького району. Однак чи існувало в той час поселення під назвою Володимирець, достеменно не відомо.
Це був дуже обширний край, який займав басейн Прип'яті і значні частини пізніших територій Пінщини, Гродненщини, Волині.
Щодо походження Володимирця існує кілька легенд. Найпоширенішою з них є така: поселення заснував князь Володимирко, який потрапив у ці краї через якусь провину. В легенді також сказано, що був він нащадком Володимира Мономаха.
Але існує ще одна легенда щодо походження Володимирця. За нею містечко заснував промисловець Володимирко, що мав тут рудні, де плавили метал з болотяних руд. Якщо поглянути на те, що довгий час Полісся було металургійним регіоном, то ця легенда також має підґрунтя, хоча в такому випадку визначити навіть приблизний час заснування містечка дуже важко.
Як стверджують окремі джерела, перша згадка про Володимирець (Іпатіївський літопис) пов'язана з походом Дубровицького князя Гліба Юрійовича на половців і датована вона 1183 роком. Цей факт засвідчує існування поселень, які вже тоді відігравали значну роль у захисті західних кордонів Київської Русі.

## Володимирець у XVI— початку XX ст
Наступна згадка про це поселення датується 1570 роком.
Не виключено, що ще у 1569 році поляки вже проживали у цьому містечку (на це може вказувати польське прізвище власника Володимирця Івана Кірдея Мнишинського, який володів містечком в середині XVI століття, що засвідчено у згадці про Володимирець, датованій 1570 роком, де поселення називають «старою осадою».
Більше про Володимирець та його тогочасних власників відомостей немає. З цього можна зробити висновок, що нічого важливого для цього поселення він не зробив, хоча за наявності таких мізерних історичних відомостей робити категоричні відомості буде недоречно.
Наступним власниками Володимирця стають князі Чарторийські. Їхні тогочасні володіння займали значну територію по обидва береги нижнього Стиру.
Князі Чарторийські — представники великого княжого роду. Окрім Володимирця, їм належало ще кілька дрібніших поселень, а також містечко Чарторийські, де в той час знаходилась резиденція князів. Там і досі існують залишки старовинного замку.
Щодо Володимирецького замку, то досі ніхто не міг вказати час і умови його появи тут. Це був дерев'яний замок-палац, оточений системою укріплень та валів. Збудований з дерева тому, що саме цей будівельний матеріал був найпоширенішим на Поліссі. Замок мав площу не менше 2500 м². Дослідник Ю. Лащук у своєму комплексному дослідженні різних видів народного мистецтва Українського Полісся відносить замкові будівлі такого виду до періоду XVI–XVII ст.
Володимирецький замок стояв на одному з підвищень на південний схід від самого поселення. Зараз там розрісся парк (закладений у XVII ст.), а ту місцину старожили й досі називають «замчиськом».
Князі Чарторийські були будівничими численних храмів та монастирів Волині й Полісся. Вони також збудували і храм Святого Василя Великого у Володимирці, який розташовувався на місці, де сьогодні знаходиться приміщення селищної ради. Всередині храм був прикрашений багатоярусним іконостасом з чудовими іконами, що були написані волинськими митцями.
У 1601 році Чарторийські продають свої володимирецькі володіння мінському воєводі Казиміру Пацу (в інших документальних джерелах він згадується як литовський гетьман) за 400 тисяч злотих.
Основною масою тогочасного населення краю були селяни. Основним засобом для забезпечення їхнього життя було, зрозуміло, сільське господарство. Воно могло б швидкими кроками рухатись вперед по шляху економічного прогресу, але на перешкоді цьому стояла влада феодала над селянином.
В той час населення займалося, поряд із землеробством та скотарством, також різними ремеслами й промислами. Серед них були: бджільництво та мисливство, теслярство, гончарство, гутництво, лісохімічні промисли.
Лісохімічні промисли — це суха переробка дерева для одержання поташу, смоли, дьогтю, деревного вугілля. Поташ використовувався при виготовлення мила, скла, фарбників, ліків. Його виготовляли на спеціальних заводах «будах». На підтвердження існування цього промислу в районі Володимирця можу виступити, наприклад, назва села Будище, яке в середині XX ст. з'єдналося з селом Антонівкою.
Серед тогочасних промислів варто також виділити гутництво — виготовлення скла та виробів з нього. Починаючи з XVI ст. на Поліссі з'явилася велика кількість невеликих підприємств — «гут», на яких виробляли скло. З'явились вони тут через багаті місцеві поклади піску, крейди та вапна, які використовувалися при виробництві.
Для розвитку сільського господарства та ремесел важливе значення мало залізо. В Україні в XVI–XVII ст. залізо виготовляли в багатьох місцях. Одним з таких місць був Володимирець, навколо якого залягали болотяні руди. Тут існувало велике для свого часу залізоробне підприємство, яке постачалося рудою з села рудка. Розвитку у той час у Володимирці набуло й ливарництво: тут виготовляли дзвони.
Постійне протистояння селянства, яке мало місце у другій половині XVI — першій половині XVII ст., не один раз переростало у збройні повстання. Однак селянські повстання, охоплюючи більшу або меншу територію, зливалися в єдиний потік антифеодальної боротьби аж до Визвольної війни 1648–1657 років. В ті часи навіть на Поліссі розвивався козацький рух: в джерелах 1584 року серед прізвищ козацьких ватажків знаходимо й такі, що поширені в цій місцевості.
В цей скрутний час Володимирець є власністю князів Четвертинських, які володіли ним в першій половині XVII ст.
Володимирець у середині XVII ст. перебував у скрутному становищі. Вже згадувані селянські заворушення свідчать про невдоволення основної маси населення своїм соціальним становищем. Негативні наслідки для Володимирця приніс прихід у жовтні 1654 року українських козаків та московських військ, які зайняли містечко та замок і спалили його.
У 1667 році Польща підписала з Московщиною перемир'я, після чого Волинь (а з нею й Володимирець)залишилися у складі Речі Посполитої.
Син князя Стефана Яковича Чегвертинського — Стефан Стефанович Четвертинських — відіграв важливу роль у розвитку Володимирця. Саме завдяки його старанням містечко 4 червня 1667 року отримало королівський привілей на самоврядування за магдебурзьким правом.
Поширення магдебурзького права в наших землях певним чином сприяло формуванню нових рис у світобаченні та ментальності тутешнього населення, якому, як стверджують деякі дослідники, стають притаманні більший демократизм, менша орієнтація на центральну владу, бажання будувати суспільне життя на основі правових норм.
Однак вплив цієї системи правових норм на місцеве населення не можна назвати абсолютно позитивними, оскільки у процесі надання магдебурзького права відбивалось посилення іноземної колонізації та обмеження прав українського населення. Заохочення центральною владою переселень іноземців в українські міста, релігійні обмеження, що почалися ще за часів Вітовта, призвели до витіснення з органів місцевого самоврядування корінних жителів (їх зайняли поляки). Призвело це й до загострення проблем в економічній сфері, де серйозними конкурентами українців стали євреї. Однак тут слід зазначити, що важливе значення для розвитку Володимирця та його економіки мав дозвіл проводити щотижневі торги у неділю та п'ятницю, а також три щорічні ярмарки, на які приїздили купці з Острога, Луцька, Клеваня, Пінська та інших міст.
Застосована на цих землях модель магдебурзького права ще й характеризувалась більшим втручанням, ніж у Західній Європі, центральної влади у внутрішнє життя міст.
На час надання Володимирцю магдебурзького права система правових норм вже почала звужувати сфери свого впливу. Остаточно магдебурзьке право було скасоване аж у 1831 році.
Наприкінці XVII ст., щоб відродити економічне життя містечка та привабити нових поселенців, населення Володимирця на 12 років було звільнене від податків, контрибуцій та інших повинностей. Слід також сказати, що до того у Володимирці було 220 дворів.
На початку XVIII ст. кількість населення Володимирця зменшується. За сто років кількість дворів зменшилась майже вдвічі: у 1775 році їх налічувалося лишу 118.
На початку 1705 року у Володимирці з'являється католицька парафія Луцького деканату, що само по собі посилювало і без того складне соціальне та культурне становище місцевих жителів православної віри.
У XVIII ст. у Володимирці існувала й православна святиня — церква Пречистої Богоматері. Однак першу згадку про неї знаходимо аж у 1799 році.
Храм Святого Василя Великого, як і значна частина храмів Волинського полісся, належить уніатам.
Взагалі селяни впирались окатоличенню. Але робити це самостійно було надзвичайно складно, адже значна частина селян цього краю в усіх життєвих планах залежала від свого пана.
Молоти зерно возили до вітряків, які ще у XVIII ст. становили невід'ємну частку сільського краєвиду. Був вітряк і у Володимирці (точніше — поблизу нього), на що вказує назва Млинової гори за 1 км від містечка. Ще в XX ст. на цій горі залишався кам'яний фундамент для власних господарських потреб.
Володимирець в той час з-поміж інших поліських поселень нічим особливим не вирізнявся. Це був невеликий населений пункт з типовими для цього краю кривими вулицями. На окраїнах жили селяни (в більшості — українці), в центрі — поляки, а згодом і євреї. Причому останніх у Володимирці було дуже багато. Однак коли саме євреї почали заселяти це містечко — нікому невідомо напевно.
Після останнього переділу Польщі Росією, Австрією, та Пруссією у 1795 році Річ Посполита перестала існувати як держава і зникла з політичної карти світу аж до початку XX ст.
Територія сучасного Володимирецького району опинилася на землях, що відійшли до російської імперії. З 1796 року містечко входить до Луцького повіту Волинської губернії.
XIX ст. принесло Володимирцю, перш за все, багато цікавих з історичної та мистецької точки зору архітектурних побудов.
На початку XIX ст. знаходимо в історичних джерелах прізвище Красицьких, які володіли місцевим маєтком. Саме тоді у містечку розпочалося будівництво костьолу та панського палацу. Костьол Матері Божої Остробрямської був побудований у 1810 році.
А в якому саме році збудували панський маєток, історичні джерела не вказують. Можна припустити, що він з'явився першим. Задля будівництва костьолу та палацу на південній околиці містечка спорудили цегельню. Але вона не могла одночасно забезпечити обидва будівництва.
Коли у Володимирці з'явився костьол, він став культовим центром для всіх католиків з навколишньої місцевості. В середині XIX ст. костьол мав 23 «богомольці». Діяв він аж до 1941 року. Після Другої світової війни використовувався як складське приміщення районної споживспілки, а в 1966 році був зруйнований задля будівництва на його місці ресторану «Біле озеро».
Стосовно інших цінних з історичної точки зору споруд Володимирця теж збереглись письмові дані. У 1868 році до храму святого Василя Великого приписано 195 дворів, 781 чоловік та 817 жінок з містечка та сіл Печонки, Липне, Каноничі, Дубівка.
До храму тоді належало 49 десятин землі. У храмі був багатий архів, в якому зберігались численні документи: листи, грамоти з XVI ст., а також опис майна храму, метричні книги.
Окремо потрібно сказати про мистецьку вартість дзвонів храму, які кожної неділі та по святах скликали володимирчан та селян з навколишніх сіл до служби Божої. Були вони відлити тут у містечку місцевими майстрами, тому й зберігали в собі своєрідну форму художнього життя, притаманному лише Поліссю.
Храм Святого Василя Великого у Володимирці незаперечно належав до найважливіших святинь українського православ'я, і за своєю архітектурно-мистецькою довершеністю був одним з найоригінальніших зразків українського церковного будівництва на Волинському Поліссі. Після трьох століть існування храм згорів від блискавки, але коли саме це сталося, з'ясувати не вдалося. Письмові згадки про нього уриваються після 1868 року.
З документів Державного архіву Волинської області 1799 року дізнаємося про ще одну архітектурну пам'ятку Володимирця, відому ще у XVIII ст. — церкву Пречистої Богоматері. У 1894 році на її місці розпочалося будівництво нової церкви, яка збереглася до наших днів — Свято-Успенська церква.
Для того, щоб завершити розповідь про духовні святині Володимирця, слід згадати про синагоги. Їх тут, за деякими відомостями, було п'ять (хоча не вдалося знайти інформацію про час та умови їхнього будівництва). Так, у приміщенні по вулиці Єврейській знаходилась синагога Хасідей Тріск.
Під час інвентарної реформи 1847 року до поміщика Фердинанда Красицького у Володимирці було приписано 575 кріпаків.
У 1888 році Володимирець пережив велику пожежу, під час якої згоріла церква Пречистої Богоматері, волосне правління та інші побудови.
Володимирчани, окрім сільського господарства, займалися як і раніше торгівлею так, в другій половині XIX ст. тут працюють чотири приватні крамниці. Населення займалося і ремеслом. Тоді у містечку працювало 10 ремісників, до того ж повітове земство відкрило черепичну майстерню.
З 1870 року у Володимирці розпочав свою діяльність невеликий винокурний завод.
В той час населення Володимирця працювало й на лісорозробках. Вони особливо пожвавились на початку XX ст., коли від села Антонівка до села Хиночі проклали вузькоколійну залізницю для вивозу лісу.
У 1874 році відкрито церковно-приходську школу. В ній 1889 з'явився клас для дорослих, адже безграмотність серед дорослого населення була майже поголовною. Першим учителем був І. Ф. Голуб. В липні 1908 року школа була реорганізована у двокласне народне училище. На території всього луцького повіту таких училищ було тільки два. В 1913 році земство побудувало нове приміщення для навчального закладу, яке існувало аж до пожежі 1934 року.
У 1913 році земство побудувало лікарню, яка була дійсно потрібною, адже рівень здоров'я на той час у Володимирці перебував на низькому рівні. Розповідають, що лікарню мали побудувати не у Володимирці, а у Володимирі-Волинському, однак через схожість назв місце майбутньої побудови чиновники переплутали, а коли виявили помилку, було вже пізно — будівництво розпочалося.
В лікарні було 10 ліжок. Проте медицина на той час не дуже ефективною. Були у містечку і два приватні лікарі, однак більшість людей не могла до них звернутись через високу плату за обслуговування.
Щодо господарства містечка на початку XX ст., то варто сказати, що замість винокурного заводу, який згорів у 1905 році збудовано спиртзавод. На ньому вже у 1915 році працювало 14 робітників.
В сільському господарстві як і раніше панувало безземелля. У 1913 році поміщику Красицькому належало майже 10 тисяч десятин землі, тоді як 245 селянських господарств володіли 1187 десятинами, і лише п'ята частина цієї землі була придатною для обробітку. Тож селяни шукали собі засобів для прожиття: працювали на церкву або поміщика, йшли в пошуках роботи в інші губернії, виїжджали за кордон. Виїзд селян спостерігався й після 1917 року. Так володимирчани опинилися в Канаді, США, Аргентині, Бразилії, Австралії, Кубі.
Свій слід в історії містечка залишила і Перша світова війна, що розпочалася у 1914 році. Перш за все вона згубно вплинула на сільське господарство краю.
В певний період війни Володимирець знаходився у безпосередній близькості до Південно-Західного фронту. Коли ж фронт наблизився до річки Стир у Володимирці припинила свою діяльність школа, а в її приміщенні розмістився харчпункт. На шкільному подвір'ї стояла худоба, яку заготовляли для потреб фронту.

## Володимирець у 1918–1991 роках
Після Радянсько-польської війни Володимирець потрапив під владу Польщі. А після укладення у 1921 році Ризького мирного договору містечко опинилося на територіях, які остаточно ввійшли до складу Польщі.
Ніяких змін у благоустрої володимирчан не сталося. У містечку понад три чверті будівель становили дерев'яні хати, вкриті соломою, в яких жили малоземельні селяни, дрібні крамарі та кустарі.
На той час школа у Володимирці була польською. Під час пожежі 1934 року, коли згоріло пів Володимирця, вогнем було знищено і приміщення школи. Але вже 1 вересня 1937 року відбулося відкриття нового приміщення.
Бідність та безробіття змушувало населення емігрувати за кордон. До 1939 року з Володимирця виїхало понад 30 родин.
Щодо палацу, то там жив управляючий справами Володимирецького та Городецького сільгоспвиробництв — Фабіанський. Власник виробництва, Пурбе, жив у Варшаві і приїжджав до Володимирця лише раз на рік, як правило на обжинки.
Говорячи про етнографічну палітру тогочасного Володимирця, варто згадати про невеликі поселення навколо містечка, в яких проживали поляки, чехи, німці. Такі поселення в народі називали колоніями.
З 1931 року містечко входить до Волинського воєводства, де діяла Комуністична партія Західної України.
Однак, як стверджують деякі джерела, перший комуністичний осередок з'явився у Володимирці ще в червні 1928 року. Його очолила Естера Україна.
Навесні 1934 року з ініціативи Ковельського окружного комітету КПЗУ створено Володимирецький підпільний районний комітет КПЗУ, який став одним із найкращих в регіоні.
У 1936 році у Володимирці створено комсомольську організацію, що налічувала кілька десятків юнаків та дівчат.
26 лютого 1940 року Володимирцю було присвоєно статус селища міського типу.
Починається розвиватись промисловість містечка. В 1939 році відкривається маслозавод.
До житлових будинків, що колись належали багатіям, переселились бідняки. Панську землю, худобу, реманент безкоштовно роздали людям.
Вже навесні 1940 року у Володимирці починають створювати колективне господарство імені Леніна. Спочатку воно об'єднало 34 господарства.
Вперше в історії містечка відкрились українська середня, восьмирічна єврейська та початкова польські школи.
3 липня 1941 року Володимирець був окупований німцями, гарнізон яких розмістився в приміщенні школи.
У Володимирці було створено гетто, в якому зосередили більше двох тисяч євреїв. У 1942 році більшість з них розстріляли.
На Володимиреччині діяли партизанські загони імені Богуна (командир І. Конча), «Дяді Петі» (А. Бринський) та інші. Наказом обласного штабу від 20 лютого 1943 року на базі ініціативної групи Володимирецького району створено загін імені Кармелюка. Комісаром загону призначено Н. Бельського.
Жителі Володимирця пам'ятають 22 червня 1943 року, коли загін імені Кармелюка атакував німецький гарнізон, що знаходився в містечку.
Діяльність партизанів переросла у справжню рейкову війну. 27 квітня 1943 року група партизанів під командуванням С. Пасічника на залізничному перегоні Рафалівка — Антонівка пустили під укіс ворожий ешелон.
Територія Володимирецького району відносилась до військового округу «Заграва». Відомим тут був загін «Дубового».